# Most már tudod!
A Most már tudod! (Now You Know) a Született feleségek (Desperate Housewives) című amerikai filmsorozat hetvenegyedik epizódja. Az Amerikai Egyesült Államokban először az ABC (American Broadcasting Company) adó sugározta 2007. szeptember 30-án.

## Mellékszereplők
- Nathan Fillion - Adam Mayfair
- Kathryn Joosten - Karen McCluskey
- Julia Campbell - Muriel
- Polly Bergen - Stella
- John Slattery - Victor Lang
- Pat Crawford Brown - Ida Greenberg
- Darian Pinkerton - Penny
- Coley Sohn - Ápolónő
- Zachary Gordon - Kisfiú
- Gil Glasgow - Férfi
- Pamela Kosh - Mrs. McKeever
- Jim Klock - Biztonsági őr

## Mary Alice epizódzáró monológja
- A narrátor, Mary Alice monológja az epizód végén így hangzik (a magyar változat alapján):

"Van a reggelnek egy szakasza, azután, hogy a gyerekek elmentek az iskolába, és a férjek elindultak a munkába - amikor az asszonyok a titkokra gondolnak, amiket a barátnőik elől rejtegetnek. Hogy mennyire meg lennének rökönyödve, ha fény derülne az igazságra. És hogy ami a hatalmukban áll, mindent megtennének azért, hogy erre ne kerüljön sor.

De mi van azokkal a szerencsésekkel, akiknek nem maradt rejtegetni való titkuk? Ők vajon mire gondolnak minden reggel?

Ezek az asszonyok reggelente a szomszédaikra gondolnak, és azokra a titkokra, amiket ők rejtegetnek."

## Érdekesség
- Ez a negyedik évad nyitóepizódja. Miután 2008. április 11-én a harmadik évad vetítése véget ért, két hétre rá, április 25-én már folytatta is a vetítést a TV2.
- Eddig Magyarországon a TV2 mindig úgy vetítette az évadokat, hogy ősszel elkezdte, és a következő év tavaszán befejezte, azonban a 4. évadtól kezdődően már tavasszal kezdte el vetíteni az évadot, és az év őszén befejezte.
- Ebben az epizódban három új szereplő lép színre: Katherine Mayfair (Dana Delany), a lánya, Dylan (Lyndsy Fonseca) és a férje, Adam (Nathan Fillion). Kiderül továbbá, hogy Katherine régebben lakott már a Lila Akác közben, és hogy lánya, Dylan kiskorában Julie Mayer legjobb barátnője volt - most mégsem emlékszik az itt töltött időre…

## Epizódcímek szerte a világban
- Angol: Now You Know (Most már tudod)
- Német: Alles kommt ans Licht (Mindenre fény derül)
- Olasz: Ora Sapete (Most már tudjátok)